# 소천 왕국의 국새

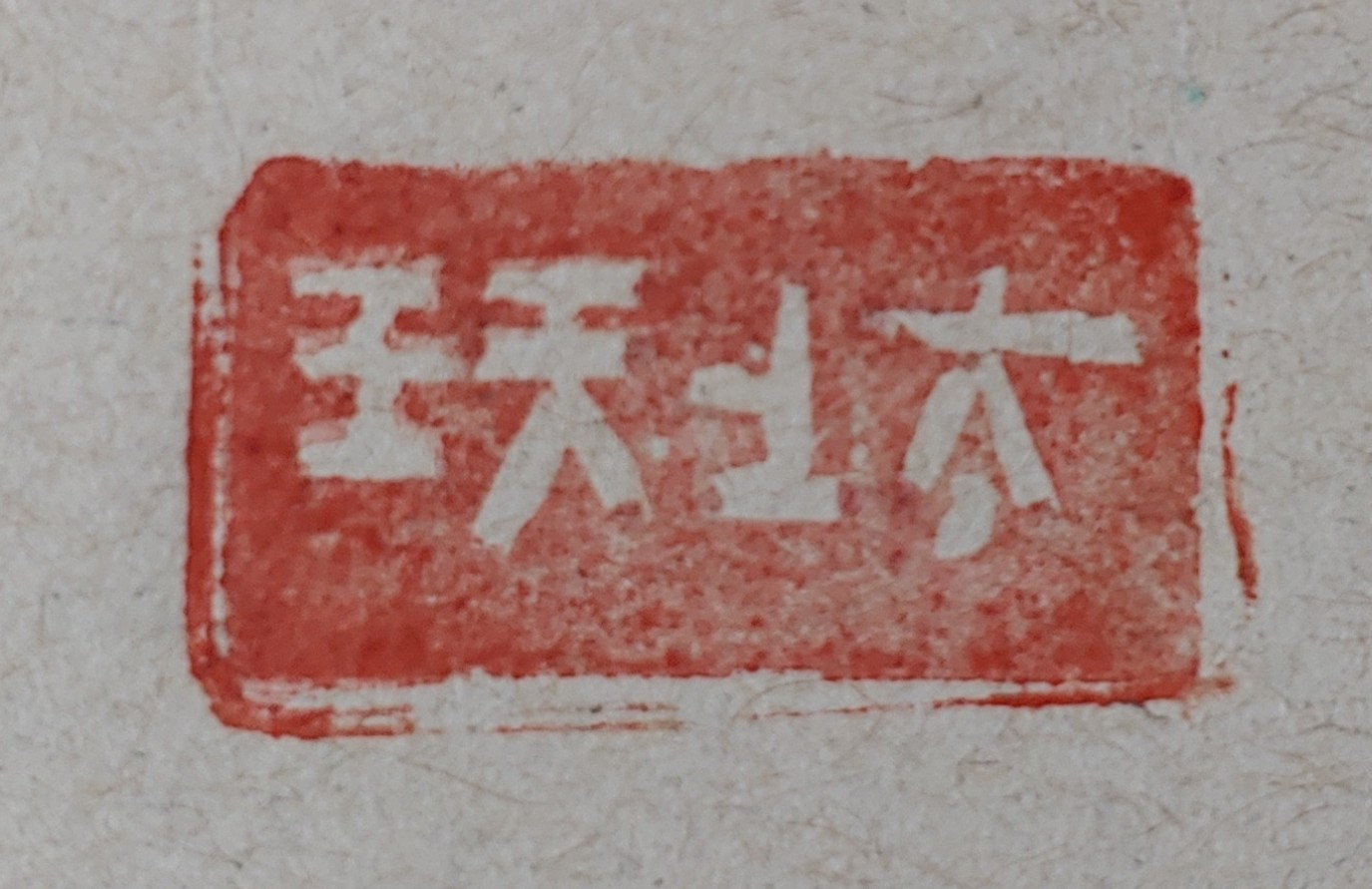
소천 왕국의 국새

소천 왕국의 국새는 말 그대로 소천 왕국의 국새를 말한다.

## 개요
국새 모양은 네모칸 안에 한자로 소천왕국을 반대로 뒤집어 새겨져있다. 인주를 사용한다.

## 같이 보기
- 국새